# Gagea

Stame di Gagea al microscopio

Gagea Salisb., 1806 è un genere di piante erbacee bulbose della famiglia delle Liliacee, diffuse in Europa, Asia e Nord Africa.

## Etimologia
Il nome del genere è un omaggio al botanico inglese Sir Andrew Thomas Gage (1781-1820), collezionista di piante rare europee.

## Tassonomia
Comprende oltre 200 specie tra cui le seguenti sono presenti in Italia:
- Gagea amblyopetala Boiss. et Heldr. - cipollaccio degli Iblei
- Gagea apulica Peruzzi & J.-M.Tison - cipollaccio pugliese
- Gagea bohemica  (Zauschn.) Schult. & Schult.f. - cipollaccio della Boemia
- Gagea chrysantha (Jan) Schult. & Schult.f. - cipollaccio della Ficuzza
- Gagea fragifera (Vill.) E.Bayer & G.López - cipollaccio fistoloso
- Gagea foliosa Schultes - cipollaccio foglioso
- Gagea granatellii Parl. - cipollaccio di Granatelli
- Gagea lacaitae A. Terr. - cipollaccio di Lacaita
- Gagea lojaconoi Peruzzi - cipollaccio della Basilicata
- Gagea × luberonensis J.-M.Tison - cipollaccio di Petit Luberon
- Gagea lutea  (L.) Ker Gawl. - cipollaccio stellato
- Gagea mauritanica  Durieu - cipollaccio marocchino
- Gagea minima (L.) Ker Gawl. - cipollaccio minore
- Gagea peduncularis (C.Presl) Pascher - cipollaccio peduncolato
- Gagea peruzzii J.-M.Tison - cipollaccio di Peruzzi
- Gagea × polidorii J.-M.Tison - cipollaccio di Polidori
- Gagea pratensis (Pers.) Dumort. - cipollaccio dei prati
- Gagea pusilla (Schmidt) Schultes - cipollaccio del Carso
- Gagea serotina (L.) Ker Gawl. - falangio alpino
- Gagea sicula Lojac. - cipollaccio siciliano
- Gagea soleirolii Schultz - cipollaccio di Soleirol
- Gagea spathacea (Hayne) Salisb. - cipollaccio involucrato
- Gagea trinervia (Viv.) Greuter  - falangio siciliano
- Gagea tisoniana (Peruzzi et al. - cipollaccio di Tison
- Gagea villosa (Bieb.) Duby - cipollaccio dei campi